# Chasing Hope
『Chasing Hope』（チェーシング・ホープ）は、BONNIE PINKの通算12枚目のオリジナルアルバム。2012年7月25日発売。発売元はワーナーミュージック・ジャパン。CDコードは初回限定盤がWPZL-30403/4、通常盤がWPCL-11114。

## 概要
前作のオリジナルアルバム『Dear Diary』から1年9ヶ月ぶりとなるオリジナルアルバム。12枚目にちなんで12曲が収録されている。タイトルの由来は「震災を受けて、日本人に希望を届けるお手伝いを音楽を通してしていきたい」という。
初回限定盤には2010年のツアー「BONNIE PINK TOUR 2010 "Dear Diary"」の東京公演よりライブ映像7曲が収録されたDVDが付属。
発売前に先駆けて、同年7月18日から7月24日までの1週間限定で、iTunes Storeのアルバム全曲無料ストリーミング試聴を実施。これは邦楽アーティストでは史上初の試みとなる。

## 収録曲

### CD
（全作詞・作曲：BONNIE PINK）
1. Stand Up! [4:17]
編曲：Burning Chicken
  - ファッション通販マガジン「イマージュ」2012秋冬CMソング
2. ナツガレ [4:15]
編曲：鈴木正人
3. Mountain High [3:46]
編曲：鈴木正人
4. Bad Bad Boy [3:43]
編曲：會田茂一
5. 街の名前 [4:26]
編曲：鈴木正人
6. Animal Rendezvous [3:43]
編曲：Burning Chicken
7. My Angel [4:27]
  - Piano：BONNIE PINK
8. Tiger Lily [3:58]
編曲：Curly Giraffe
9. Baby Baby Baby [5:58]
編曲：會田茂一
10. Don't Cry For Me Anymore [4:54]
編曲：鈴木正人
11. 冷たい雨 [3:59]
編曲：Tore Johansson
  - 日本テレビ系テレビドラマ『ダーティ・ママ!』主題歌
12. Change [4:16]
編曲：鈴木正人

### DVD（初回限定盤付属）
- 『BONNIE PINK TOUR 2010 "Dear Diary" at AKASAKA BLITZ』（2010.11.26 東京:赤坂BLITZ）

1. Morning Glory
2. Many Moons Ago
3. Here I Am
4. Home Sweet Home
5. カイト
6. Is This Love?
7. Heaven's Kitchen
  - （ディレクター：松本剛）